# La Roche-Blanche (Puy-de-Dôme)
La Roche-Blanche ist eine französische Gemeinde mit 3373 Einwohnern (Stand 1. Januar 2022) im Département Puy-de-Dôme in der Region Auvergne-Rhône-Alpes. Sie liegt ca. zehn Kilometer südlich von Clermont-Ferrand.

## Geografie
Der Dorfkern liegt am Fuße eines Kalkplateaus mit ehemaligen Wohnhöhlen. Der weiße Kalkstein hat dem Dorf seinen Namen verliehen (frz. Roche Blanche = Weißes Gestein). Südlich des Dorfes fließt der Fluss Auzon, an dessen Ufer mehrere ehemalige Mühlen und ein Herrenhaus liegen. Westlich und vor allem östlich des Dorfkerns erstrecken sich die neuen Wohnviertel.

## Geschichte
Geschichtliche Bedeutung erlangte La Roche-Blanche vor allen Dingen durch die erfolglose Belagerung von Gergovia (Einzelheiten siehe dort) durch Julius Cäsar im Laufe des Gallischen Krieges.
Napoleon III. erklärte das bis 1865 noch Merdogne genannte Dorf "Gergovie" zum Austragungsort der Schlacht. Es werden von verschiedenen Historikern und Hobbyforschern auch andere Stätten in der Nähe von Clermont-Ferrand angegeben, v. a. die "Côtes de Clermont".
Während des Jahrhundertsturms Ende Dezember 1999 wurde der Turm der Kirche von La Roche-Blanche stark beschädigt und musste abgetragen und erneuert werden.
Die Gemeinde liegt im näheren Einzugsbereich der Großstadt Clermont-Ferrand, wahrt aber trotz des starken Zuzugs von Pendlern weitgehend ihren ländlichen Charakter als ehemaliger Winzerort mit zahlreichen Obstgärten.

## Bevölkerungsentwicklung
| Jahr                       | 1962 | 1968 | 1975 | 1982 | 1990 | 1999 | 2007 |
| Einwohner                  | 1045 | 1403 | 1903 | 2262 | 2664 | 2917 | 2962 |
| Quellen: Cassini und INSEE |      |      |      |      |      |      |      |

## Sehenswürdigkeiten
- Wohnhöhlen: Wahrzeichen des Ortes sind die ehemaligen Wohnhöhlen in der Kalksteinklippe oberhalb des Dorfkerns. Auf dem Plateau steht ein mittelalterlicher Turm, der "Tour Julia".

- Gergovia: Durch den Stadtteil Gergovia mit seinen engen Gassen erreicht man das Plateau de Gergovie mit den archäologischen Ausgrabungen und dem Denkmal zur Schlacht von Gergovia. Vom Plateau bieten sich herrliche Ausblicke über die Landschaften der Auvergne, von der Chaîne des Puy bis zum Forez.

- Wehrkirche aus dem Jahr 1570 in Gergovia.

- Drachenfest: Im Oktober findet auf dem Plateau de Gergovie das jährliche Drachenfest Cervolix mit mehreren Tausend Teilnehmern und Besuchern aus ganz Europa statt.

## Städtepartnerschaften
Seit 1991 ist La Roche-Blanche mit Empfingen in Deutschland durch eine Städtefreundschaft verbunden.